# فيليبي إنريكيز هرنانديز
فيليبي إنريكيز هرنانديز (بالإسبانية: Felipe Enríquez Hernández)‏ هو دبلوماسي وسياسي مكسيكي، ولد في 6 مارس 1969 في مونتيري في المكسيك. حزبياً، نشط في الحزب الثوري المؤسساتي. وقد انتخب عضو مجلس النواب المكسيك.